# (1551) Argelander
(1551) Argelander – planetoida z pasa głównego asteroid okrążająca Słońce w ciągu 3 lat i 258 dni w średniej odległości 2,39 au. Została odkryta 24 lutego 1938 roku w Obserwatorium Iso-Heikkilä w Turku przez Yrjö Väisälä. Nazwa planetoidy pochodzi od Friedricha Argelandera (1799-1875), niemieckiego astronoma fińskiego pochodzenia. Przed nadaniem nazwy planetoida nosiła oznaczenie tymczasowe (1551) 1938 DC1.